# Knjižni jezik
Knjížni jêzik ali standardni jezik je najvišja socialna zvrst jezika z natančno določenimi pravili, predpisanimi v slovnici, slovarju, pravopisu in pravorečju. Slovenski knjižni zborni jezik je enoten po vsem slovenskem govornem območju; ima zato tudi narodnopovezovalno vlogo in se uporablja kot sredstvo javnega in uradnega sporazumevanja na ozemlju celotne države.
Knjižni jezik pozna dve podzvrsti:
- zborni jezik,
- knjižnopogovorni ali tudi splošnopogovorni jezik.

V vzhodnoevropski jezikoslovni tradiciji se izraz "knjižni/literarni jezik" pogosto uporablja kot sinonim za "standardni jezik", čeprav nekateri tuji avtorji obravnavajo "knjižni/literarni jezik" kot eden od funkcijskih jezikovnih stilov (zborni jezik) in ga postavljajo v nasprotje z pogovornim slogom ali uporabljajo ta izraz kot sinonim za "jezik književnosti" (npr. angl. literary language).

## Zborni jezik
Zborni jezik obvladajo jezikovno šolani ljudje. Večinoma se piše in bere, v govoru pa se uporablja pri javnih in uradnih nastopih. Gre za jezikovno zvrst, ki dosledno upošteva jezikovna pravila. Skorajda vse, kar zapišemo, je v zbornem jeziku. Učimo se ga v šolah. Je edina jezikovna zvrst, ki je enaka po celotnem slovenskem govornem in kulturnem območju. 

## Knjižni pogovorni jezik
Je manj stroga oblika knjižnega jezika, ki se uporablja predvsem v govoru. Sicer je bistveno podoben zbornemu jeziku, vendar ni povsem enoten po celotnem govornem območju. Ne sledi strogo naglasnim pravilom in stavčni fonetiki. Značilna je na primer raba nedoločnika brez končnega -i (t. i. kratkega ali pogovornega nedoločnika). Uporabljamo ga v pogovoru z ljudmi iz oddaljenih krajev.